# 祭解
祭解，通稱補運、改運，或作祭改，是一種普遍流行於臺灣等地的民俗儀式。在該儀式中，人們會親自或委託親友於道壇或奉祀玉皇大帝、城隍、保生大帝等神明的宮廟，並委請道士或法師為之舉行儀式，以使其運勢轉趨順遂。

## 派系及其儀式

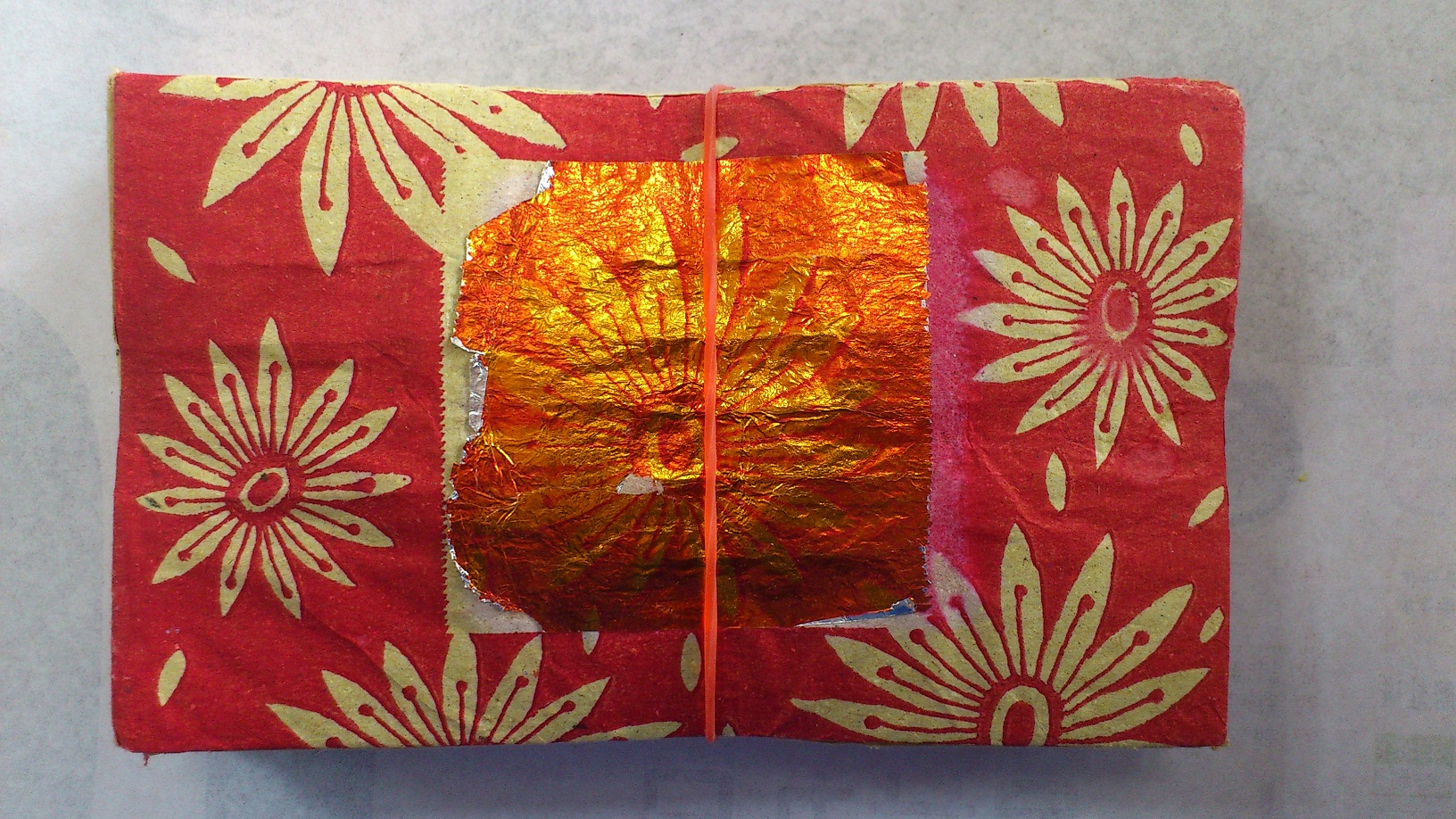
一種用於祭解儀式的紙錢。

### 道法二門（客仔師）
該派系主要流行於臺北市、新北市、桃竹苗客家族群占人口多數的地區、宜蘭縣、臺中市、彰化縣福佬客族群占人口多數的地區等。在該派系中，正一道（俗稱「紅頭道士」）與三奶派的道士通常混合在一起，而且不舉行功德法事；因此，除建醮、作三獻等法事外，道士們經常舉行如祭解等法事。
該派系的祭解儀式以其紙紮的「城關」為特色；在城關中又擺設五方色的五鬼、黑色天狗及白虎等，即稱五鬼關、天狗關及白虎關等，以象徵一切凶神惡煞的關煞。在該派系的祭解儀式中，人們以紙錢、麵線等作為祭品，並以一小條生豬肉、一顆雞蛋及一塊豆腐干放在盤中作為主要供品，以對煞神表示生分及距離之意。在儀式進行時，道士會疏文或口頭禮請三界正神及其所在宮廟主神，並向諸神稟告祭解對象的生辰八字、居住地及祭解事由，且須攜帶被祭解對象的新衣或其所穿著過的衣物。

## 外部鏈結
- 消災解厄保平安—祭解習俗與法事& 耕研居宗教民俗研究室- hsiehlee ... （页面存档备份，存于）
- 濟世服務-祭解 - 五大志業∣行天宮五大志業網 （页面存档备份，存于）
- 新莊地藏庵- 濟世服務 - 大眾廟 （页面存档备份，存于）
- 《大師不能說的秘密之冤親債主篇--我要祭改》文: 彭善巖@ 文巖閣:: 痞客邦PIXNET :: （页面存档备份，存于）
- 祭改補運、祭改制解 - 玄天上帝真武山受玄宮
- 祭改小紙(座) - 老山金紙大批發 （页面存档备份，存于）
- 祭解消災 祭改補運 - 旺興瑤池宮[]